# Les Terres-de-Chaux
Les Terres-de-Chaux település Franciaországban, Doubs megyében. Lakosainak száma 130 fő (2022. január 1.). Les Terres-de-Chaux Feule, Dampjoux, Bief, Fleurey, Valoreille, Belleherbe, Froidevaux, Péseux és Solemont községekkel határos.

## Népesség
A település népességének változása:
| Lakosok száma | 26   | 132  | 128  | 125  | 145  | 150  | 135  | 125  | 125  | 130  |
|               | 1968 | 1982 | 1990 | 2006 | 2013 | 2015 | 2017 | 2019 | 2020 | 2022 |